# فرودگاه صحرایی بالچیک
فرودگاه صحرایی بالچیک (به انگلیسی: Balchik Airfield) یک فرودگاه همگانی و نظامی است که یک باند فرود بتن دارد و طول باند آن ۲۴۶۷ متر است. این فرودگاه در کشور بلغارستان قرار دارد و در ارتفاع ۲۰۱ متری از سطح دریا واقع شده‌است.